# Lee Dong-wook
Lee Dong-wook (en hangul, 이동욱; Seúl, 6 de noviembre de 1981) es un actor surcoreano, conocido por protagonizar los dramas coreanos My Girl, Strangers from hell, La Dolce Vita, Scent of a Woman, Touch Your Heart , Goblin y Bad and Crazy en 2021.

## Biografía
Es buen amigo de la actriz Song Ji-hyo, del actor Gong Yoo y del comediante Jo Se-ho.
El 20 de octubre del 2003 se reveló la relación entre Oh Soo-min (actualmente Oh Yuna) y el actor Lee Dong-wook, salieron por cuatro años, (por lo que se especula que su relación empezó entre 1999-2000). Sin embargo el 13 de noviembre del 2003 se separaron debido a la apretada agenda de Lee, aunque Oh Soo-min dijo que los artículos de su relación, jugaron un papel importante en la ruptura.
En marzo de 2018 se anunció que estaba saliendo con la cantante surcoreana Suzy, sin embargo el 1 de julio del mismo año se anunció que la pareja había terminado.

## Carrera
Realizó su debut en el año 1999 bajo la agencia "Jump Entertainment". Desde el año 2011, es parte de la agencia de talentos Es miembro de la agencia "King Kong by Starship" (previamente conocida como "King Kong Entertainment") de Starship Entertainment (스타쉽 엔터테인먼트).
Ha aparecido en sesiones fotográficas para "Elle Taiwan", Nylon, entre otras.
Ha actuado en varios dramas coreanos antes de llegar a la fama en el 2005 por la exitosa comedia romántica My Girl. Haciéndolo parte de la "ola coreana". Desde entonces ha protagonizado varios dramas, entre los que se encuentran La Dolce Vita, The Partner, el melodrama Scent of a Woman y la comedia romántica Wild Romance, donde compartió roles con Jessica de Girls' Generation.
El 24 de agosto del 2009 se alistó en el ejército, parando temporalmente todas sus actividades por el periodo de 21 meses, tiempo que sirvió como soldado activo. Terminó sus servicios el 20 de junio del 2011. En noviembre de ese mismo año Lee Dong Wook firmó con la agencia de talentos King Kong Entertainment, que también gestiona a compañeros actores Park Min Young, Lee Chung-ah y Kim Sun-a
En abril del 2012, Lee Dong Wook junto al presentador Shin Dong Yup, fueron convocados para conducir el programa de variedades Strong Heart. En enero de 2013 se informó que el actor deja el programa para centrarse en la actuación. Protagonizó el drama histórico Heaven’s Order, que empezó a rodarse a finales de febrero del 2013, donde interpretó a Choi Won, un padre que intenta escapar junto a su hija de una acusación de asesinato.
El actor Lee Dong Wook participó en una sesión fotográfica y entrevista para la edición septiembre de la revista “Cosmo Men”, la sesión fue realizada en la ciudad de Ámsterdam.
El 25 de enero del 2014, un representante de la cadena MBC  confirmó que el actor interpretaría el papel del protagonista masculino del drama Hotel King, en donde Lee Dong Wook interpretó a Cha Jae Wan.
En 2016 Lee Dong Wook fue confirmado para protagonizar junto a Gong Yoo el drama Goblin que fue estrenado el 2 de diciembre de ese mismo año y en el cual le dio vida al personaje de "Angel de la Muerte".
El 23 de julio del 2018 se unió al elenco principal de la serie Life, donde dio vida al doctor Ye Jin-woo, un médico del departamento de emergencias, hasta el final de la serie el 11 de septiembre. En junio del mismo año se anunció que realizó una aparición especial en la serie Search: WWW.El 31 de agosto del mismo año se unió al elenco principal de la serie Strangers From Hell (también conocida como "Hell Is Other People"), donde interpretó al dentista Seo Moon-jo, hasta el final de la serie el 6 de octubre del mismo año.
El 7 de octubre de 2020 se unió al elenco principal de la serie Tale of the Nine Tailed (también conocida como "Tale of Gumiho"), donde dio vida a Lee Yeon, un gumiho que alguna vez gobernó como el dios viviente de las montañas de Baekdudaegan, pero que ahora trabaja como un funcionario público entre este mundo y el inframundo, hasta el final de la serie el 3 de diciembre del mismo año.
En diciembre de 2021 se unió al elenco principal de la serie Bad and Crazy, donde interpreta al detective Soo-yeol, un tipo competente pero malo y materialista que es inspector en una comisaría de policía regional, cuya vida se detiene repentinamente cuando aparece "K" en su vida.

## Filmografía

### Series de televisión
| Año     | Título                       | Papel             | Canal   | Notas                                    | Ref.                 |
| ------- | ---------------------------- | ----------------- | ------- | ---------------------------------------- | -------------------- |
| 1999    | School 2                     |                   | KBS1    |                                          |                      |
| 2000    | School 3                     |                   | KBS1    |                                          |                      |
| 2001    | This is love                 |                   | KBS1    |                                          |                      |
| 2001    | A Dreaming Family            |                   | KBS     |                                          |                      |
| 2001    | Pure Heart                   |                   | KBS2    |                                          |                      |
| 2002    | Loving You                   |                   | KBS2    |                                          |                      |
| 2002    | Honest Living                |                   | SBS     |                                          |                      |
| 2002    | Let's Go                     |                   | SBS     |                                          |                      |
| 2003    | Merry Go Round               |                   | MBC     |                                          |                      |
| 2003    | Land of Wine                 |                   | SBS     |                                          |                      |
| 2004    | Letters to the Parents       |                   | KBS1    |                                          |                      |
| 2004    | Island Village Teacher       |                   | SBS     |                                          |                      |
| 2005    | My Girl                      |                   | SBS     |                                          |                      |
| 2005    | Hanoi Bride                  |                   | SBS     |                                          |                      |
| 2008    | La Dolce Vita                |                   | MBC     |                                          |                      |
| 2009    | Partner                      |                   | KBS2    |                                          |                      |
| 2011    | Scent of a Woman             |                   | SBS     |                                          |                      |
| 2012    | Wild Romance                 |                   | KBS     |                                          |                      |
| 2013    | Heaven’s Order               |                   | KBS2    |                                          |                      |
| 2014    | Hotel King                   |                   | MBC     |                                          |                      |
| 2014    | Iron Man                     |                   | KBS2    |                                          |                      |
| 2015    | Bubble Gum                   |                   | tVN     |                                          |                      |
| 2016    | Goblin                       |                   | tVN     |                                          |                      |
| 2018    | Life                         |                   | JTBC    |                                          |                      |
| 2019    | Touch Your Heart             |                   | tvN     |                                          | [ 28 ]               |
| 2019    | Search: WWW                  |                   | tvN     |                                          |                      |
| 2019    | Strangers from Hell          | Seo Moon-jo       | OCN     |                                          | [ 29 ]               |
| 2020    | Tale of the Nine Tailed      | Lee Yeon          | tvN     |                                          |                      |
| 2021-22 | Bad and Crazy                | Det. Ryu Soo-yeol | tvN     | 12 episodios                             | [ 30 ] [ 31 ]        |
| 2023    | Tale of the Nine Tailed 1938 | Lee Yeon          | tvN     | 2.ª temporada de Tale of the Nine Tailed | [ 32 ] [ 33 ]        |
| 2024    | Una tienda para asesinos     | Jeong Jin-man     | Disney+ | Serie web                                | [ 34 ] [ 35 ] [ 36 ] |
| 2025    | Seguro de divorcio           | Noh Ki-jun        | tvN     |                                          | [ 37 ] [ 38 ]        |
| 2025    | The Nice Guy                 | Park Seok-cheol   | JTBC    |                                          | [ 39 ]               |

### Películas
| Año  | Título             | Género             | Personaje      | Ref.                 |
| ---- | ------------------ | ------------------ | -------------- | -------------------- |
| 2006 | Arang              | Terror             | Hyeon-gi       |                      |
| 2007 | The Perfect Couple | Comedia romántica  | Kang Jae-hyuk  |                      |
| 2008 | Heartbreak Library | Drama-Romance      | Jun Oh         |                      |
| 2010 | The Recipe         | Melodrama          | Kim Hyun-soo   |                      |
| 2021 | Happy New Year     | Comedia romántica  | Yong-jin       | [ 40 ] [ 41 ] [ 42 ] |
| 2024 | Single in Seoul    | Comedia romántica  | Park Yeong-ho  | [ 43 ] [ 44 ]        |
| 2024 | Harbin             | Biográfico, acción | Lee Chang-seop | [ 45 ]               |

### Programa de variedades
| Año                    | Programa                         | Notas                                                                  |
| ---------------------- | -------------------------------- | ---------------------------------------------------------------------- |
| 2021                   | Amazing Saturday (DoReMi Market) | invitado                                                               |
| 2021                   | The Sea I Wished For             | miembro                                                                |
| 2020                   | Amazing Saturday (DoReMi Market) | invitado - (Ep. 128)                                                   |
| 2019 - presente        | Lee Dong Wook Wants to Talk      | presentador                                                            |
| 2019                   | Produce X 101                    | 12 episodios - presentador                                             |
| 2013, 2014, 2015, 2017 | Running Man                      | invitado - (Ep. 133-134, 136, 179-180, 263 y 342 (llamada telefónica)) |
| 2014 - 2015            | Roommate                         | miembro - (Temporadas 1 & 2)                                           |
| 2012 - 2013            | Strong Heart                     | presentador - (abril de 2012 - enero de 2013)                          |

### Presentador
| Año  | Evento                     | Notas                    |
| ---- | -------------------------- | ------------------------ |
| 2020 | 2020 The Fact Music Awards | presentador de categoría |

### Aparición en videos musicales
| Año  | Canción                        | Artista                | Nota                                   |
| ---- | ------------------------------ | ---------------------- | -------------------------------------- |
| 2017 | "I Still"                      | Soyou & Sung Si Kyung  | [ 57 ]                                 |
| 2013 | "Cosmic Girl"                  | Kim Tae Woo            | -                                      |
| 2011 | "Replay"                       | Kim Dong-ryul          | -                                      |
| 2010 | "Dandelion"                    | Zozo                   | Lee Dong Wook también dirigió el video |
| 2007 | "Lost in the Forest Love"      | Jed                    | -                                      |
| 2006 | "Spring, Summer, Fall, Winter" | Suho feat. Kim Tae-woo | -                                      |
| 2005 | "Bye Bye Bye"                  | Monday Kiz             | -                                      |

### Revistas / sesiones fotográficas
| Año  | Título               | Notas            |
| ---- | -------------------- | ---------------- |
| 2020 | Dazed Korea Magazine | junto a Jo Bo-ah |
| 2020 | 1st Look             | junto a Jo Bo-ah |

## Premios
- 1999: V-NESS Screen Award
- 2003: SBS Drama Awards: New Star Award
- 2011: SBS Drama Awards: Top Ten Stars Award (Scent of a Woman)
- 2011: SBS Drama Awards: Top Excellence Award, Weekend Drama Actor (Scent of a Woman)
- 2012: SBS Entertainment Awards: Best Couple Award con Shin Dong Yeop (Strong Heart)
- 2012: SBS Entertainment Awards: Rookie Award, MC Category (Strong Heart)
- 2020: 2021 Korea First Brand Awards: Actor[61]